# Bistum Neyyattinkara
Das Bistum Neyyattinkara (lat.: Dioecesis Neyyattinkaraensis) ist eine in Indien gelegene römisch-katholische Diözese mit Sitz in Neyyattinkara.

## Geschichte
Das Bistum Neyyattinkara wurde am 14. Juni 1996 durch Papst Johannes Paul II. mit der Apostolischen Konstitution Ad aptius aus Gebietsabtretungen des Bistums Trivandrum errichtet und dem Erzbistum Verapoly als Suffraganbistum unterstellt. Erster Bischof wurde Vincent Samuel.
Am 17. Juni 2004 wurde das Bistum Neyyattinkara dem Erzbistum Trivandrum als Suffraganbistum unterstellt.

## Territorium
Das Bistum Neyyattinkara umfasst die im Distrikt Thiruvananthapuram gelegenen Taluks Nedumangad und Neyyattinkara im Bundesstaat Kerala.